# Гаращенков Сергій Ігорович
Сергій Ігорович Гаращенков (нар. 16 травня 1990, Новогродівка, Донецька область, УРСР) — український футболіст, захисник «Сум».

## Життєпис
У сезоні 2010/2011 років у футбольній Прем'єр-лізі України захищав кольори донецького «Шахтаря».
Після переходу в «Амкар» зіграв 9 матчів за молодіжний склад, перш ніж дебютувати за основу в матчі з «Тереком», вийшовши на заміну замість Костянтина Васильєва. Перший матч у стартовому складі зіграв на позиції правого захисника проти «Томі» 18 березня 2012 року, замінюючи дискваліфікованого Захарі Сиракова. В січні виставлений на трансфер, 3 лютого 2013 перейшов у львівські «Карпати», підписавши чотирирічний контракт. Не догравши навіть половини строку контракту, за обопільною згодою з клубом розірвав контракт і отримав статус вільного агента. З липня 2013 грав за ФК «Іллічівець».
У квітні 2015 року підписав контракт із клубом білоруського чемпіонату СФК «Слуцьк».
1 вересня 2016 року був офіційно дозаявлений до складу горішньоплавнівського «Гірника-спорт», але вже наприкінці листопада того ж року залишив команду через підозру у причетності до скандалу з «фіксованим результатом» матчу проти «Іллічівця».
У вересні 2018 року став гравцем «Сум».